# Mysidopsis suedafrikana
Mysidopsis suedafrikana är en kräftdjursart som beskrevs av O. Tattersall 1969. Mysidopsis suedafrikana ingår i släktet Mysidopsis och familjen Mysidae. Inga underarter finns listade i Catalogue of Life.